# 24 uur van Le Mans 1999

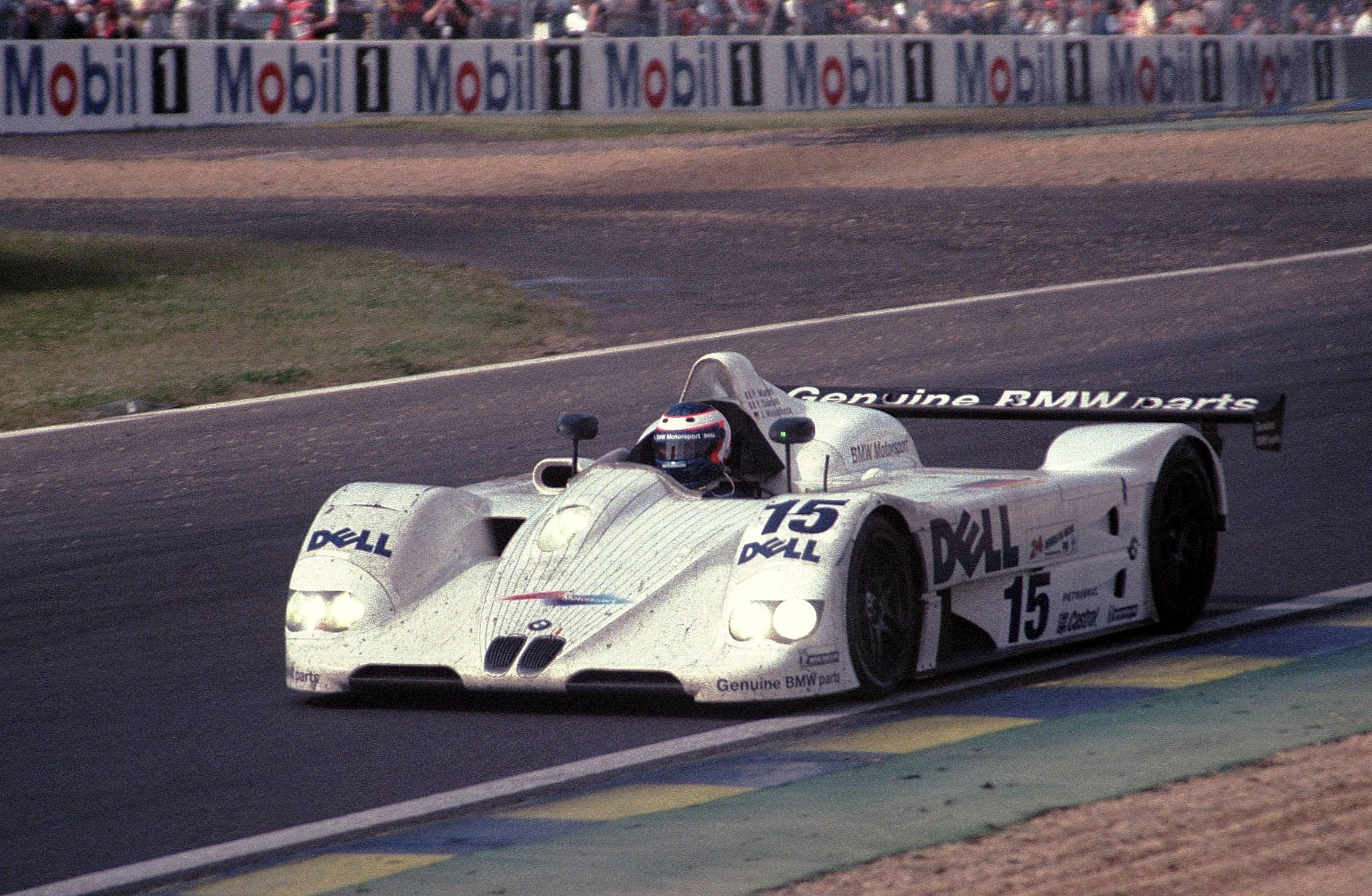
De winnende auto: de BMW V12 LMR #15.

De 24 uur van Le Mans 1999 was de 67e editie van deze endurancerace. De race werd verreden op 12 en 13 juni 1999 op het Circuit de la Sarthe nabij Le Mans, Frankrijk.
De race werd gewonnen door de Team BMW Motorsport #15 van Joachim Winkelhock, Pierluigi Martini en Yannick Dalmas. Voor Winkelhock en Martini was het hun eerste overwinning, terwijl Dalmas zijn vierde Le Mans-zege behaalde. De LMGTP-klasse werd gewonnen door de Toyota Motorsports #3 van Ukyo Katayama, Keiichi Tsuchiya en Toshio Suzuki. De LMGTS-klasse werd gewonnen door de Viper Team Oreca #51 van Olivier Beretta, Karl Wendlinger en Dominique Dupuy. De LMGT-klasse werd gewonnen door de Manthey Racing GmbH #81 van Uwe Alzen, Patrick Huisman en Luca Riccitelli.
Deze editie van de race wordt vooral herinnerd vanwege een aantal incidenten waarbij auto's van Mercedes-Benz bij betrokken waren. De aerodynamica van de Mercedes-Benz CLR zorgde ervoor dat zich veel lucht onder de neus van de auto kon verzamelen, waardoor de voorwielen los konden komen van het asfalt en de auto's de lucht in vlogen. Dit kwam vooral voor wanneer zij kort achter een andere auto reden, of wanneer de top van een heuvel werd bereikt. Tijdens de kwalificatie op donderdagavond kwam Mark Webber in de #4-auto los van de grond in aanloop naar de bocht Indianapolis. Het team mocht een nieuw chassis voor deze auto bouwen en de auto kwalificeerde zich voor de race. Tijdens de opwarmsessie op zaterdagochtend, enkele uren voor de race, vloog Webber opnieuw door de lucht terwijl hij achter zijn teamgenoten reed op het rechte stuk Mulsanne. De inschrijving trok zich terug voor de race, maar de andere twee auto's van het team bleven rijden. In ronde 75 van de race vloog Peter Dumbreck in de #5-auto ook de lucht in, net als Webber op donderdag, in aanloop naar Indianapolis. Zijn auto kwam in de bomen naast het circuit terecht. In tegenstelling tot de ongelukken van Webber werd dit ongeluk vastgelegd door de tv-camera's, waardoor deze wereldwijd werd uitgezonden. Mercedes-Benz trok onmiddellijk ook de overgebleven #6-auto terug en stopte per direct met het langeafstandsracen.

## Race
Winnaars in hun klasse zijn vetgedrukt.
| Pos. | Klasse | No. | Team                                  | Coureurs                                                     | Chassis                      | Banden | Ronden |
| Pos. | Klasse | No. | Team                                  | Coureurs                                                     | Motor                        | Banden | Ronden |
| ---- | ------ | --- | ------------------------------------- | ------------------------------------------------------------ | ---------------------------- | ------ | ------ |
| 1    | LMP    | 15  | Team BMW Motorsport                   | Joachim Winkelhock Pierluigi Martini Yannick Dalmas          | BMW V12 LMR                  | M      | 365    |
| 1    | LMP    | 15  | Team BMW Motorsport                   | Joachim Winkelhock Pierluigi Martini Yannick Dalmas          | BMW S70 6.0L V12             | M      | 365    |
| 2    | LMGTP  | 3   | Toyota Motorsports                    | Ukyo Katayama Keiichi Tsuchiya Toshio Suzuki                 | Toyota GT-One                | M      | 364    |
| 2    | LMGTP  | 3   | Toyota Motorsports                    | Ukyo Katayama Keiichi Tsuchiya Toshio Suzuki                 | Toyota R36V 3.6L Turbo V8    | M      | 364    |
| 3    | LMP    | 8   | Audi Sport Team Joest                 | Frank Biela Didier Theys Emanuele Pirro                      | Audi R8R                     | M      | 360    |
| 3    | LMP    | 8   | Audi Sport Team Joest                 | Frank Biela Didier Theys Emanuele Pirro                      | Audi 3.6L Turbo V8           | M      | 360    |
| 4    | LMP    | 7   | Audi Sport Team Joest                 | Michele Alboreto Rinaldo Capello Laurent Aïello              | Audi R8R                     | M      | 346    |
| 4    | LMP    | 7   | Audi Sport Team Joest                 | Michele Alboreto Rinaldo Capello Laurent Aïello              | Audi 3.6L Turbo V8           | M      | 346    |
| 5    | LMP    | 18  | Price+Bscher                          | Thomas Bscher Bill Auberlen Steve Soper                      | BMW V12 LM                   | Y      | 345    |
| 5    | LMP    | 18  | Price+Bscher                          | Thomas Bscher Bill Auberlen Steve Soper                      | BMW S70 6.0L V12             | Y      | 345    |
| 6    | LMP    | 13  | Courage Compétition                   | Alex Caffi Andrea Montermini Domenico Schiattarella          | Courage C52                  | B      | 342    |
| 6    | LMP    | 13  | Courage Compétition                   | Alex Caffi Andrea Montermini Domenico Schiattarella          | Nissan VRH35L 3.5L Turbo V8  | B      | 342    |
| 7    | LMP    | 12  | Panoz Motor Sports                    | David Brabham Éric Bernard Butch Leitzinger                  | Panoz LMP-1 Roadster-S       | M      | 336    |
| 7    | LMP    | 12  | Panoz Motor Sports                    | David Brabham Éric Bernard Butch Leitzinger                  | Ford-Élan 6.0L V8            | M      | 336    |
| 8    | LMP    | 21  | Nissan Motorsports                    | Didier Cottaz Marc Goossens Fredrik Ekblom                   | Courage C52                  | B      | 335    |
| 8    | LMP    | 21  | Nissan Motorsports                    | Didier Cottaz Marc Goossens Fredrik Ekblom                   | Nissan VRH35L 3.5L Turbo V8  | B      | 335    |
| 9    | LMP    | 14  | Pescarolo Promotion Racing Team       | Henri Pescarolo Michel Ferté Patrice Gay                     | Courage C50                  | P      | 327    |
| 9    | LMP    | 14  | Pescarolo Promotion Racing Team       | Henri Pescarolo Michel Ferté Patrice Gay                     | Porsche 3.0L Turbo Flat-6    | P      | 327    |
| 10   | LMGTS  | 51  | Viper Team Oreca                      | Olivier Beretta Karl Wendlinger Dominique Dupuy              | Chrysler Viper GTS-R         | M      | 325    |
| 10   | LMGTS  | 51  | Viper Team Oreca                      | Olivier Beretta Karl Wendlinger Dominique Dupuy              | Chrysler 8.0L V10            | M      | 325    |
| 11   | LMP    | 11  | Panoz Motor Sports                    | Johnny O'Connell Jan Magnussen Max Angelelli                 | Panoz LMP-1 Roadster-S       | M      | 323    |
| 11   | LMP    | 11  | Panoz Motor Sports                    | Johnny O'Connell Jan Magnussen Max Angelelli                 | Ford-Élan 6.0L V8            | M      | 323    |
| 12   | LMGTS  | 52  | Viper Team Oreca                      | Tommy Archer Justin Bell Marc Duez                           | Chrysler Viper GTS-R         | M      | 318    |
| 12   | LMGTS  | 52  | Viper Team Oreca                      | Tommy Archer Justin Bell Marc Duez                           | Chrysler 8.0L V10            | M      | 318    |
| 13   | LMGT   | 81  | Manthey Racing GmbH                   | Uwe Alzen Patrick Huisman Luca Riccitelli                    | Porsche 911 GT3-R            | P      | 317    |
| 13   | LMGT   | 81  | Manthey Racing GmbH                   | Uwe Alzen Patrick Huisman Luca Riccitelli                    | Porsche 3.6L Flat-6          | P      | 317    |
| 14   | LMGTS  | 56  | Hugh Chamberlain                      | Ni Amorim Hans Hugenholtz jr. Toni Seiler                    | Chrysler Viper GTS-R         | M      | 314    |
| 14   | LMGTS  | 56  | Hugh Chamberlain                      | Ni Amorim Hans Hugenholtz jr. Toni Seiler                    | Chrysler 8.0L V10            | M      | 314    |
| 15   | LMGTS  | 50  | CICA Team Oreca                       | Manuel Mello-Breyner Pedro Mello-Breyner Tomaz Mello-Breyner | Chrysler Viper GTS-R         | M      | 312    |
| 15   | LMGTS  | 50  | CICA Team Oreca                       | Manuel Mello-Breyner Pedro Mello-Breyner Tomaz Mello-Breyner | Chrysler 8.0L V10            | M      | 312    |
| 16   | LMGTS  | 55  | Paul Belmondo Racing                  | Emmanuel Clérico Jean-Claude Lagniez Guy Martinolle          | Chrysler Viper GTS-R         | D      | 309    |
| 16   | LMGTS  | 55  | Paul Belmondo Racing                  | Emmanuel Clérico Jean-Claude Lagniez Guy Martinolle          | Chrysler 8.0L V10            | D      | 309    |
| 17   | LMGTS  | 54  | Paul Belmondo Racing                  | Paul Belmondo Tiago Monteiro Marc Rostan                     | Chrysler Viper GTS-R         | D      | 299    |
| 17   | LMGTS  | 54  | Paul Belmondo Racing                  | Paul Belmondo Tiago Monteiro Marc Rostan                     | Chrysler 8.0L V10            | D      | 299    |
| 18   | LMGTS  | 64  | Konrad Motorsport                     | Franz Konrad Peter Kitchak Charles Slater                    | Porsche 911 GT2              | D      | 293    |
| 18   | LMGTS  | 64  | Konrad Motorsport                     | Franz Konrad Peter Kitchak Charles Slater                    | Porsche 3.8L Turbo Flat-6    | D      | 293    |
| 19   | LMGT   | 80  | Champion Racing Dave Maraj            | Dirk Müller Bob Wollek Bernd Mayländer                       | Porsche 911 GT3-R            | P      | 292    |
| 19   | LMGT   | 80  | Champion Racing Dave Maraj            | Dirk Müller Bob Wollek Bernd Mayländer                       | Porsche 3.6L Flat-6          | P      | 292    |
| 20   | LMGTS  | 62  | Roock Racing International Motorsport | Claudia Hürtgen André Ahrlé Vincent Vosse                    | Porsche 911 GT2              | Y      | 290    |
| 20   | LMGTS  | 62  | Roock Racing International Motorsport | Claudia Hürtgen André Ahrlé Vincent Vosse                    | Porsche 3.8L Turbo Flat-6    | Y      | 290    |
| 21   | LMGT   | 84  | Perspective Racing                    | Thierry Perrier Jean-Louis Ricci Michel Nourry               | Porsche 911 Carrera RSR      | P      | 288    |
| 21   | LMGT   | 84  | Perspective Racing                    | Thierry Perrier Jean-Louis Ricci Michel Nourry               | Porsche 3.8L Flat-6          | P      | 288    |
| 22   | LMGTS  | 57  | Hugh Chamberlain                      | Thomas Erdos Christian Vann Christian Gläsel                 | Chrysler Viper GTS-R         | M      | 270    |
| 22   | LMGTS  | 57  | Hugh Chamberlain                      | Thomas Erdos Christian Vann Christian Gläsel                 | Chrysler 8.0L V10            | M      | 270    |
| NC   | LMGTS  | 65  | Société Cheréau                       | Jean-Luc Chéreau Patrice Goueslard Pierre Yver               | Porsche 911 GT2              | M      | 240    |
| NC   | LMGTS  | 65  | Société Cheréau                       | Jean-Luc Chéreau Patrice Goueslard Pierre Yver               | Porsche 3.8L Turbo Flat-6    | M      | 240    |
| DNF  | LMP    | 17  | Team BMW Motorsport                   | Tom Kristensen JJ Lehto Jörg Müller                          | BMW V12 LMR                  | M      | 304    |
| DNF  | LMP    | 17  | Team BMW Motorsport                   | Tom Kristensen JJ Lehto Jörg Müller                          | BMW S70 6.0L V12             | M      | 304    |
| DNF  | LMGTS  | 53  | Viper Team Oreca                      | David Donohue Jean-Philippe Belloc Soheil Ayari              | Chrysler Viper GTS-R         | M      | 271    |
| DNF  | LMGTS  | 53  | Viper Team Oreca                      | David Donohue Jean-Philippe Belloc Soheil Ayari              | Chrysler 8.0L V10            | M      | 271    |
| DNF  | LMGTS  | 63  | Roock Racing International Motorsport | Hubert Haupt John Robinson Hugh Price                        | Porsche 911 GT2              | Y      | 232    |
| DNF  | LMGTS  | 63  | Roock Racing International Motorsport | Hubert Haupt John Robinson Hugh Price                        | Porsche 3.8L Turbo Flat-6    | Y      | 232    |
| DNF  | LMP    | 19  | Team Goh                              | Hiro Matsushita Hiroki Katoh Akihiko Nakaya                  | BMW V12 LM                   | M      | 223    |
| DNF  | LMP    | 19  | Team Goh                              | Hiro Matsushita Hiroki Katoh Akihiko Nakaya                  | BMW S70 6.0L V12             | M      | 223    |
| DNF  | LMP    | 26  | Konrad Motorsport                     | Jan Lammers Peter Kox Tom Coronel                            | Lola B98/10                  | D      | 213    |
| DNF  | LMP    | 26  | Konrad Motorsport                     | Jan Lammers Peter Kox Tom Coronel                            | Ford-Roush 6.0L V8           | D      | 213    |
| DNF  | LMGTP  | 10  | Audi Sport UK                         | James Weaver Andy Wallace Perry McCarthy                     | Audi R8C                     | M      | 198    |
| DNF  | LMGTP  | 10  | Audi Sport UK                         | James Weaver Andy Wallace Perry McCarthy                     | Audi 3.6L Turbo V8           | M      | 198    |
| DNF  | LMGTP  | 2   | Toyota Motorsports                    | Thierry Boutsen Ralf Kelleners Allan McNish                  | Toyota GT-One                | M      | 173    |
| DNF  | LMGTP  | 2   | Toyota Motorsports                    | Thierry Boutsen Ralf Kelleners Allan McNish                  | Toyota R36V 3.6L Turbo V8    | M      | 173    |
| DNF  | LMGTS  | 61  | Freisinger Motorsport                 | Ernst Palmberger Wolfgang Kaufmann Michel Ligonnet           | Porsche 911 GT2              | D      | 157    |
| DNF  | LMGTS  | 61  | Freisinger Motorsport                 | Ernst Palmberger Wolfgang Kaufmann Michel Ligonnet           | Porsche 3.8L Turbo Flat-6    | D      | 157    |
| DNF  | LMP    | 27  | Kremer Racing                         | Tomás Saldaña Grant Orbell Didier de Radiguès                | Lola B98/10                  | G      | 146    |
| DNF  | LMP    | 27  | Kremer Racing                         | Tomás Saldaña Grant Orbell Didier de Radiguès                | Ford-Roush 6.0L V8           | G      | 146    |
| DNF  | LMGTS  | 67  | Larbre Compétition                    | Jean-Pierre Jarier Sébastien Bourdais Pierre de Thoisy       | Porsche 911 GT2              | M      | 134    |
| DNF  | LMGTS  | 67  | Larbre Compétition                    | Jean-Pierre Jarier Sébastien Bourdais Pierre de Thoisy       | Porsche 3.8L Turbo Flat-6    | M      | 134    |
| DNF  | LMGTS  | 66  | Estoril Racing Communication          | Manuel Monteiro Michel Monteiro Michel Maisonneuve           | Porsche 911 GT2              | P      | 123    |
| DNF  | LMGTS  | 66  | Estoril Racing Communication          | Manuel Monteiro Michel Monteiro Michel Maisonneuve           | Porsche 3.8L Turbo Flat-6    | P      | 123    |
| DNF  | LMP    | 22  | Nissan Motorsports                    | Michael Krumm Satoshi Motoyama Érik Comas                    | Nissan R391                  | B      | 110    |
| DNF  | LMP    | 22  | Nissan Motorsports                    | Michael Krumm Satoshi Motoyama Érik Comas                    | Nissan VRH50A 5.0L V8        | B      | 110    |
| DNF  | LMGTP  | 1   | Toyota Motorsports                    | Martin Brundle Emmanuel Collard Vincenzo Sospiri             | Toyota GT-One                | M      | 90     |
| DNF  | LMGTP  | 1   | Toyota Motorsports                    | Martin Brundle Emmanuel Collard Vincenzo Sospiri             | Toyota R36V 3.6L Turbo V8    | M      | 90     |
| DNF  | LMP    | 25  | DAMS                                  | Christophe Tinseau Franck Montagny David Terrien             | Lola B98/10                  | P      | 77     |
| DNF  | LMP    | 25  | DAMS                                  | Christophe Tinseau Franck Montagny David Terrien             | Judd GV4 4.0L V10            | P      | 77     |
| DNF  | LMGTP  | 6   | AMG-Mercedes                          | Bernd Schneider Franck Lagorce Pedro Lamy                    | Mercedes-Benz CLR            | B      | 76     |
| DNF  | LMGTP  | 6   | AMG-Mercedes                          | Bernd Schneider Franck Lagorce Pedro Lamy                    | Mercedes-Benz GT108C 5.7L V8 | B      | 76     |
| DNF  | LMGTP  | 5   | AMG-Mercedes                          | Christophe Bouchut Nick Heidfeld Peter Dumbreck              | Mercedes-Benz CLR            | B      | 75     |
| DNF  | LMGTP  | 5   | AMG-Mercedes                          | Christophe Bouchut Nick Heidfeld Peter Dumbreck              | Mercedes-Benz GT108C 5.7L V8 | B      | 75     |
| DNF  | LMP    | 24  | Autoexe Motorsports                   | Yojiro Terada Franck Fréon Robin Donovan                     | Autoexe LMP99                | Y      | 74     |
| DNF  | LMP    | 24  | Autoexe Motorsports                   | Yojiro Terada Franck Fréon Robin Donovan                     | Ford 6.0L V8                 | Y      | 74     |
| DNF  | LMP    | 29  | JB Jabouille-Bouresche                | Jérôme Policand Mauro Baldi Christian Pescatori              | Ferrari 333 SP               | P      | 71     |
| DNF  | LMP    | 29  | JB Jabouille-Bouresche                | Jérôme Policand Mauro Baldi Christian Pescatori              | Ferrari F130E 4.0L V12       | P      | 71     |
| DNF  | LMP    | 32  | Riley & Scott Europe                  | Marco Apicella Carl Rosenblad Shane Lewis                    | Riley & Scott Mk III/2       | P      | 67     |
| DNF  | LMP    | 32  | Riley & Scott Europe                  | Marco Apicella Carl Rosenblad Shane Lewis                    | Ford 6.0L V8                 | P      | 67     |
| DNF  | LMGTP  | 9   | Audi Sport UK                         | Stefan Johansson Stéphane Ortelli Christian Abt              | Audi R8C                     | M      | 55     |
| DNF  | LMGTP  | 9   | Audi Sport UK                         | Stefan Johansson Stéphane Ortelli Christian Abt              | Audi 3.6L Turbo V8           | M      | 55     |
| DNF  | LMP    | 31  | Riley & Scott Europe                  | Philippe Gache Gary Formato Olivier Thévenin                 | Riley & Scott Mk III/2       | P      | 25     |
| DNF  | LMP    | 31  | Riley & Scott Europe                  | Philippe Gache Gary Formato Olivier Thévenin                 | Ford 6.0L V8                 | P      | 25     |
| DNF  | LMGTS  | 60  | Freisinger Motorsport                 | Ray Lintott Manfred Jurasz Katsunori Iketani                 | Porsche 911 GT2              | D      | 24     |
| DNF  | LMGTS  | 60  | Freisinger Motorsport                 | Ray Lintott Manfred Jurasz Katsunori Iketani                 | Porsche 3.8L Turbo Flat-6    | D      | 24     |
| DNS  | LMGTP  | 4   | AMG-Mercedes                          | Mark Webber Jean-Marc Gounon Marcel Tiemann                  | Mercedes-Benz CLR            | B      | 0      |
| DNS  | LMGTP  | 4   | AMG-Mercedes                          | Mark Webber Jean-Marc Gounon Marcel Tiemann                  | Mercedes-Benz GT108C 5.7L V8 | B      | 0      |
| DNS  | LMP    | 23  | Nissan Motorsports                    | Aguri Suzuki Masami Kageyama Eric van de Poele               | Nissan R391                  | B      | 0      |
| DNS  | LMP    | 23  | Nissan Motorsports                    | Aguri Suzuki Masami Kageyama Eric van de Poele               | Nissan VRH50A 5.0L V8        | B      | 0      |
| DNS  | LMGT   | 83  | Gérard MacQuillan                     | Michel Neugarten Gérard MacQuillan Chris Gleason             | Porsche 911 Carrera RSR      | Y      | 0      |
| DNS  | LMGT   | 83  | Gérard MacQuillan                     | Michel Neugarten Gérard MacQuillan Chris Gleason             | Porsche 3.8L Flat-6          | Y      | 0      |

1923 · 1924 · 1925 · 1926 · 1927 · 1928 · 1929 · 1930 · 1931 · 1932 · 1933 · 1934 · 1935 · 1936 · 1937 · 1938 · 1939 · 1940 - 1948 · 1949 · 1950 · 1951 · 1952 · 1953 · 1954 · 1955 (Ramp) · 1956 · 1957 · 1958 · 1959 · 1960 · 1961 · 1962 · 1963 · 1964 · 1965 · 1966 · 1967 · 1968 · 1969 · 1970 · 1971 · 1972 · 1973 · 1974 · 1975 · 1976 · 1977 · 1978 · 1979 · 1980 · 1981 · 1982 · 1983 · 1984 · 1985 · 1986 · 1987 · 1988 · 1989 · 1990 · 1991 · 1992 · 1993 · 1994 · 1995 · 1996 · 1997 · 1998 · 1999 · 2000 · 2001 · 2002 · 2003 · 2004 · 2005 · 2006 · 2007 · 2008 · 2009 · 2010 · 2011 · 2012 · 2013 · 2014 · 2015 · 2016 · 2017 · 2018 · 2019 · 2020 · 2021 · 2022 · 2023 · 2024